# Zieleniec (Węgrów)
Pour les articles homonymes, voir Zieleniec.
Zieleniec (prononciation : [ʑɛˈlɛɲɛt͡s]) est un village polonais situé dans la gmina de Sadowne dans le powiat de Węgrów et en voïvodie de Mazovie dans le centre-est de la Pologne.
Ce village se trouve à environ 6 kilomètres au sud de Sadowne, à 25 kilomètres au nord-ouest de Węgrów (chef-lieu du powiat) et à 72 kilomètres au nord-est de Varsovie (capitale de la Pologne).
Le village a une population d'environ 345 habitants en 2006.

## Histoire
De 1975 à 1998, le village appartenait administrativement à la voïvodie de Siedlce.